# Thomas Numme
Thomas Numme (Sandefjord, nacido el 28 de febrero de 1970) es una personalidad de la televisión noruega.
Nació en Sandefjord, hijo de Yngvar Numme, y estudió medios de comunicación en el Volda University College. Trabajó en la Corporación de Radiodifusión Noruega en la radio P3 y con programas juveniles antes de cambiarse a TV 2 en 2003. Junto con Harald Rønneberg, presentó la primera temporada de Idol en 2003 y luego el programa nocturno de los viernes Senkveld. También han presentado el show de premios Spellemannprisen.
En 2006 y 2007, Numme y Rønneberg fueron galardonados con el premio a la personalidad televisiva del año por los lectores de Se og Hør. En 2018, ganaron el "Premio Honorífico" en los Gullruten.

## Músico
Thomas Numme tomó clases de piano en su infancia y aprendió a tocar la guitarra en su juventud. A finales de la década de 1980, Numme fue vocalista, guitarrista y compositor en la banda The Legends. A principios de la década de 1990, fue la figura principal, vocalista y compositor de la banda Karius & Baktus, junto con músicos reconocidos como el baterista Thomas Strønen.
Numme se ha especializado en los últimos años [¿cuándo?] en el género de las grandes bandas. En relación con el tributo a Raga Rockers en 2015: Sannhet På Boks - En Hyllest Til Raga Rockers, Thomas Numme Big Band contribuyó con la canción "Ånden som går". Además de ser la figura principal y vocalista en la big band Vegas, que actualmente rinde homenaje a Elvis Presley, Numme realiza continuamente actuaciones con otras grandes bandas donde canta canciones estándar de artistas como Dean Martin y Frank Sinatra.

## Productor, director, guionista y actor
Thomas Numme es copropietario de la agencia de artistas/empresa de gestión PLAN-B AS (establecida en 1998), junto con Harald Rønneberg, Truls Svendsen y Nicolai Nansen, entre otros. En 2012 se estableció PLAN-B TV AS, que está detrás de producciones como Senkveld med Thomas og Harald, Senkveld på turné, Truls oppdrag Hurtigruten y Oppdrag Norge, Tjukken og Lillemor, Thomas og Harald møter idrettskongen y Kongen på haugen.
Numme fue director y guionista de la serie de televisión "Sigurd & Ronny", con Yngvar Numme y Tor Erik Gunstrøm, que se emitió en TV 2 desde 2001.
Numme interpreta el papel de Harry en la producción de Folketeateret de Mamma Mia!, que se estrenó el 26 de agosto de 2021.

## Deporte
En su infancia y juventud, Thomas Numme fue un talentoso jugador de balonmano. Jugó en el equipo de club Sandar, que ganó varias ligas y copas, y varios oros en el campeonato no oficial de Noruega, la Copa Peter Wessel. Numme estuvo en varias ocasiones en el equipo de la región de Vestfold y jugó a nivel de élite para el Sandefjord Håndballklubb. Numme ganó la copa con Sandefjord HK en 1989 y jugó seis partidos en la selección juvenil de Noruega.
Thomas Numme creció en Vesterøya, en Sandefjord, en las décadas de 1970 y 1980. Cuando Senkveld tuvo una transmisión en directo desde Sandefjord en enero de 2016, llevaron a Numme a Vesterøya. El recorrido pasó por Huseby, donde Numme creció, y luego por la escuela primaria Vesterøy, donde Numme asistió durante seis años, hasta llegar a la playa Langeby, donde a Thomas Numme le dedicaron un lugar de descanso: "Thomas Nummes rasteplass".

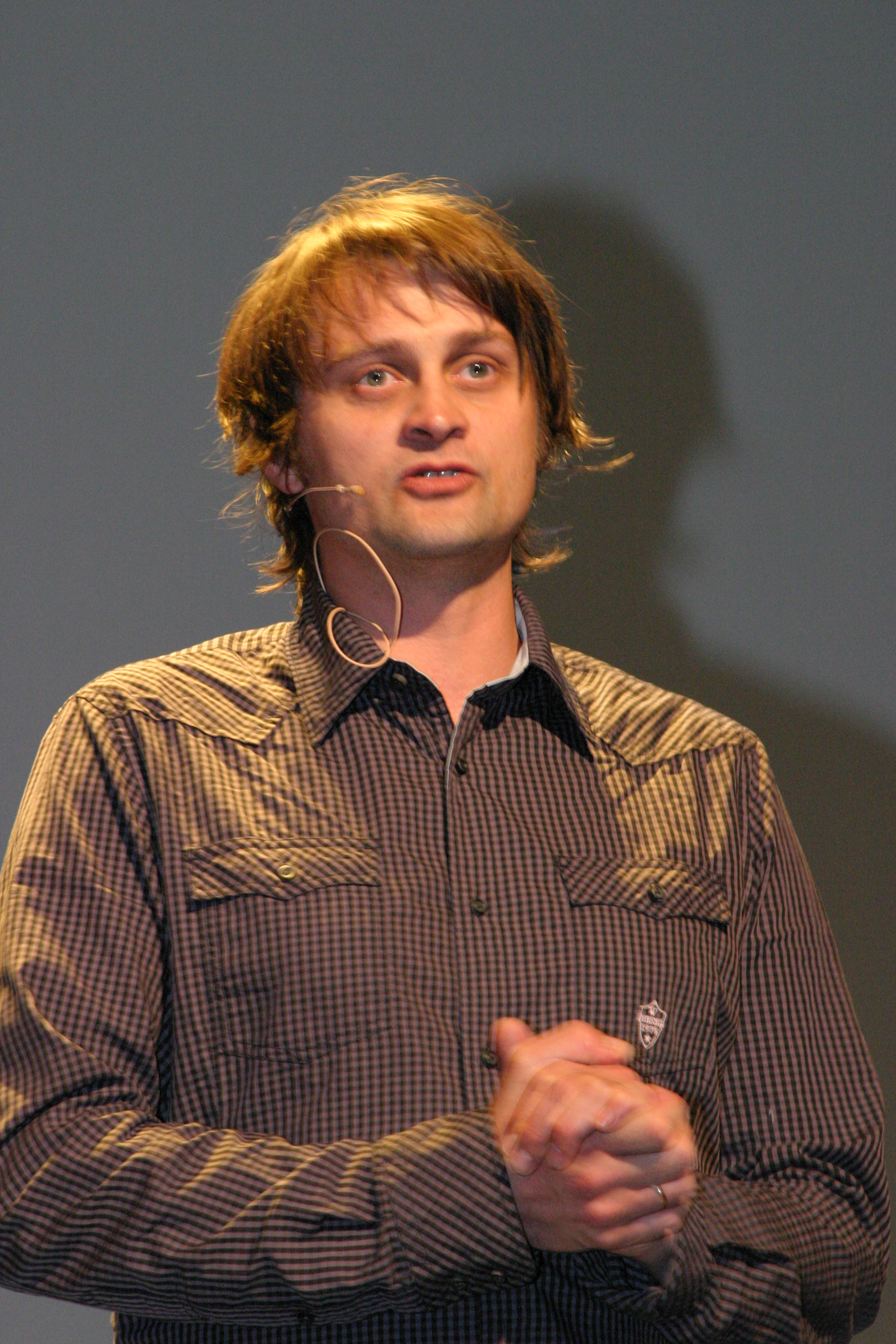
Thomas Numme en 2007

## Discografía
- Feliz Navidad God Jul and Merry Christmas to all (2006)
- Summertime (2008), con Harald Rønneberg
- Gutta på skauen (2009), con Dansken & Fingern
- Nå er jula her igjen (2015), con Harald Rønneberg

The Rocks
- Feel the Rock (2004)
- 66 (2004), con Wenche Myhre

Karius & Baktus
- Promo (1994)

Participaciones
- A Cappellissimo & Kringkastingsorkestret: Petres julehit '97 (1997)
- Wenche Myhre: 50 beste gjennom 50 år (2004)
- Wenche Myhre: 1965–2004 (2015)
- Raga Rockers-tribute: Sannhet på boks – en hyllest til Raga Rockers (2015)